# Vranov (kraj środkowoczeski)
Vranov – gmina w Czechach, w powiecie Benešov, w kraju środkowoczeskim.
1 stycznia 2023 gminę zamieszkiwało 436 osób, a ich średni wiek wynosił 43,5 roku.